# Sandy McCarthy
Sandy McCarthy (* 15. Juni 1972 in Toronto, Ontario) ist ein ehemaliger kanadischer Eishockeyspieler, der im Verlauf seiner aktiven Karriere zwischen 1989 und 2004 unter anderem 759 Spiele für die Calgary Flames, Tampa Bay Lightning, Philadelphia Flyers, Carolina Hurricanes, New York Rangers und Boston Bruins in der National Hockey League auf der Position des rechten Flügelstürmers bestritten hat. McCarthy verkörperte den Spielertyp des Enforcers und sammelte in der NHL annähernd 1600 Strafminuten.

## Karriere
McCarthy verbrachte zwischen 1988 und 1989 zunächst ein Jahr bei den Hawkesbury Hawks in der Central Junior A Hockey League, ehe er von dort für drei Jahre in die Ligue de hockey junior majeur du Québec wechselte. In Diensten der Titan de Laval gewann der Stürmer am Ende seiner Rookiesaison die Coupe du Président mit dem Team. Während der Zeit in Laval wurde McCarthy im NHL Entry Draft 1991 in der dritten Runde an 52. Stelle von den Calgary Flames aus der National Hockey League ausgewählt.
Mit Beginn der Saison 1992/93 wechselte der damalige Power Forward, dem in seinem letzten Juniorenjahr 90 Scorerpunkte gelungen waren, in den Profibereich und ging nach der Vertragsunterschrift in Calgary zunächst für deren Farmteam, die Salt Lake Golden Eagles in der International Hockey League, aufs Eis. Ab der Spielzeit 1993/94 war McCarthy in der NHL für die Flames aktiv und stand in den folgenden viereinhalb Jahren als Enforcer in deren Kader. Erst im März 1998 verließ der Angreifer das Team im Tausch für Jason Wiemer zu den Tampa Bay Lightning. Mit ihm erhielten die Lightning zudem ein Dritt- und Fünftrunden-Wahlrecht im NHL Entry Draft 1998. Es folgten zwei weitere Jahre, in denen McCarthy kurz vor der Trade Deadline im März des jeweiligen Jahres den Verein wechseln musste. In der Saison 1998/99 wurde er mit dem Schweden Mikael Andersson an die Philadelphia Flyers abgegeben, die dafür Colin Forbes und ein Viertrunden-Wahlrecht im NHL Entry Draft 1999 nach Tampa schickten. Ein Jahr später tauschten ihn die Flyers gegen Kent Manderville von den Carolina Hurricanes ein. Dort beendete McCarthy das Spieljahr 1999/2000.
Da die Hurricanes kein Interesse an einer Weiterbeschäftigung des Kanadiers hatten, transferierten sie ihn nach nur 13 Einsätzen im Sommer 2000 abermals. Mit einem Viertrunden-Wahlrecht im NHL Entry Draft 2001 wurde er im Tausch für Darren Langdon und Rob DiMaio an die New York Rangers abgegeben. In seinem neuen Arbeitgeber und für die folgenden drei Spielzeiten fand er bei den Rangers eine neue sportliche Heimat. Mit über 20 Scorerpunkten absolvierte er in den Spieljahren 2000/01 und 2001/02 seine persönlich erfolgreichsten Spielzeiten. Nachdem sein auslaufender Vertrag im Sommer 2003 nicht verlängert worden war, unterzeichnete der Offensivspieler als Free Agent einen Vertrag bei den Boston Bruins. Dort konnte er allerdings nur selten an die drei erfolgreichen Jahre in New York anknüpfen, wodurch ihn die Bruins noch im Verlauf der Saison 2003/04 auf die Waiver-Liste setzten und er von allen anderen Teams verpflichtet werden konnte. Die New York Rangers sicherten sich daraufhin bis zum Saisonende wieder seine Dienste. Nachdem die NHL-Saison 2004/05 dem Lockout zum Opfer gefallen und McCarthys Spielertyp nicht mehr so stark gefragt war, trat er im professionellen Eishockey nicht mehr in Erscheinung und beendete daraufhin seine aktive Karriere.

## Erfolge und Auszeichnungen
- 1990 Coupe-du-Président-Gewinn mit den Titan de Laval

## Karrierestatistik
(Legende zur Spielerstatistik: Sp oder GP = absolvierte Spiele; T oder G = erzielte Tore; V oder A = erzielte Assists; Pkt oder Pts = erzielte Scorerpunkte; SM oder PIM = erhaltene Strafminuten; +/− = Plus/Minus-Bilanz; PP = erzielte Überzahltore; SH = erzielte Unterzahltore; GW = erzielte Siegtore; 1 Play-downs/Relegation; Kursiv: Statistik nicht vollständig)